# مرسالیل
مرسالیل (به انگلیسی: Mersalyl) با فرمول شیمیایی C۱۳H۱۸HgNO۶ یک ترکیب شیمیایی با شناسه پاب‌کم ۴۴۳۱۳۰ است. که جرم مولی آن ۴۸۴٫۸۷۵۱۲ g/mol می‌باشد. 